# Borcová
Borcová es un municipio del distrito de Turčianske Teplice en la región de Žilina, Eslovaquia, con una población estimada a final del año 2024 de 153 habitantes.
Se encuentra ubicado al suroeste de la región, cerca del curso alto del río Váh (cuenca hidrográfica del Danubio) y de la frontera con las regiones de Banská Bystrica y Trenčín.

## Demografía
| Año        | 1994 | 2004     | 2014     | 2024    |
| ---------- | ---- | -------- | -------- | ------- |
| Población  | 111  | 126      | 148      | 153     |
| Diferencia |      | +13,51 % | +17,46 % | +3,37 % |

| Año        | 2023 | 2024    |
| ---------- | ---- | ------- |
| Población  | 151  | 153     |
| Diferencia |      | +1,32 % |